# فاكينانكارترا
فاكينانكارترا (بالفرنسية: Vakinankaratra)‏ هي منطقة في وسط مدغشقر. عاصمة المنطقة هي أنتسيرابي. تغطي فاكينانكارترا مساحة 16،599 كيلومتر مربع (10،314 ميل مربع)، ويُقَدَّر عدد سكانها بـ1،803،307 نسمة في عام 2013.

## التقسيمات الإدارية
تنقسم منطقة فاكينانكارترا إلى سبع مقاطعات، تنقسم إلى 86 بلدية.
- Ambatolampy District
- Antanifotsy District
- Antsirabe I District
- Antsirabe II District
- Betafo District
- Faratsiho District
- Mandoto District

## وصلات خارجية
- Région Vakinankaratra Official site in French.
- Tourism Official tourism site of Vakinankaratra.